# Cantonul Matour
Cantonul Matour este un canton din arondismentul Mâcon, departamentul Saône-et-Loire, regiunea Burgundia, Franța.

## Comune
| Comune                        | Populație (1999) | Cod poștal | Cod INSEE |
| ----------------------------- | ---------------- | ---------- | --------- |
| Brandon                       | 303              | 71520      | 71055     |
| La Chapelle-du-Mont-de-France | 174              | 71520      | 71091     |
| Dompierre-les-Ormes           | 949              | 71520      | 71178     |
| Matour                        | 1078             | 71520      | 71289     |
| Montagny-sur-Grosne           | 90               | 71520      | 71304     |
| Montmelard                    | 322              | 71520      | 71316     |
| Trambly                       | 401              | 71520      | 71546     |
| Trivy                         | 272              | 71520      | 71547     |